# Nouria Benghabrit-Remaoun
Nouria Benghabrit-Remaoun (sinh ngày 5 tháng 3 năm 1952) là một nhà xã hội học và nhà nghiên cứu người Algeria, phục vụ trong chính phủ Algérie với tư cách là Bộ trưởng Bộ Giáo dục Quốc gia.
Chức năng trước đây của bà là giám đốc của Trung tâm nghiên cứu nhân học xã hội và văn hóa quốc gia. Bà là thành viên của Ủy ban Chính sách Phát triển (CDP), công ty con của Hội đồng Kinh tế và Xã hội Liên Hợp Quốc.
Là bộ trưởng giáo dục, bà ủng hộ việc sử dụng Darija làm ngôn ngữ giáo dục ở Algeria. Bà được lưu ý, cùng với các bộ trưởng chính phủ khác, vì dường như "không thể hoàn thành một câu bằng tiếng Ả Rập đúng đắn".
Bà là cháu gái của anh trai của Si Kaddour Benghabrit.